# Бурити (Мараньян)

Бурити на карте штата.

Бурити (порт. Buriti) — муниципалитет в Бразилии, входит в штат Мараньян. Составная часть мезорегиона Восток штата Мараньян. Входит в экономико-статистический микрорегион Шападинья. Население составляет 27 013 человек на 2010 год. Занимает площадь 1473,960 км². Плотность населения — 18,33 чел./км².

## Демография
Согласно сведениям, собранным в ходе переписи 2010 г. Национальным институтом географии и статистики (IBGE), население муниципалитета составляет:
| Полное население                               | Полное население                               | Полное население                               | Полное население                               | 27 013 |
| ---------------------------------------------- | ---------------------------------------------- | ---------------------------------------------- | ---------------------------------------------- | ------ |
| в том числе:                                   | Городское население                            | 8399                                           | Процент городского населения, %                | 31,09  |
|                                                | Сельское население                             | 18 614                                         | Процент сельского населения, %                 | 68,91  |
|                                                | Мужское население                              | 13 678                                         | Процент мужского населения, %                  | 50,63  |
|                                                | Женское население                              | 13 335                                         | Процент женского населения, %                  | 49,37  |
| Плотность населения, чел/км²                   | Плотность населения, чел/км²                   | Плотность населения, чел/км²                   | Плотность населения, чел/км²                   | 18,33  |
| Население муниципалитета в % к населению штата | Население муниципалитета в % к населению штата | Население муниципалитета в % к населению штата | Население муниципалитета в % к населению штата | 0,41   |

По данным оценки 2016 года, население муниципалитета составляет 28 022 жителя.

## История
Город основан 6 декабря 1938 года. 

## Статистика
- Валовой внутренний продукт на 2003 год составляет 34 419 057,00 реалов (данные: Бразильский институт географии и статистики).
- Валовой внутренний продукт на душу населения на 2003 год составляет 1397,22 реалов (данные: Бразильский институт географии и статистики).
- Индекс развития человеческого потенциала на 2000 год составляет 0,552 (данные: Программа развития ООН).